# Stadio municipale (Tychy)
Lo Stadion Miejski è uno stadio polacco della città di Tychy.

## Storia
Nel 2019 ospiterà il Campionato mondiale di calcio Under-20.